# Валя-Поєній (Бістріца-Несеуд)
Валя-Поєній (рум. Valea Poenii) — село у повіті Бистриця-Несеуд в Румунії. Входить до складу комуни Лівезіле.
Село розташоване на відстані 326 км на північ від Бухареста, 11 км на північний схід від Бистриці, 90 км на північний схід від Клуж-Напоки.

## Населення
За даними перепису населення 2002 року у селі проживали 169 осіб. Усі жителі села рідною мовою назвали румунську.
Національний склад населення села:
| Національність | Кількість осіб | Відсоток |
| -------------- | -------------- | -------- |
| румуни         | 139            | 82,2%    |
| цигани         | 30             | 17,8%    |